# VC Oudegem
VC Oudegem – żeński klub piłki siatkowej z Belgii. Swoją siedzibę ma w Dendermonde. Został założony w 1978.

## Sukcesy
Puchar Belgii:
- 2013, 2022[1]

Mistrzostwa Belgii:
- 2017, 2018
- 2021